# 华鹏路站
华鹏路站位于上海浦东新区成山路华鹏路，为上海轨道交通13号线二期的地下车站。于2018年12月30日启用。

## 车站结构

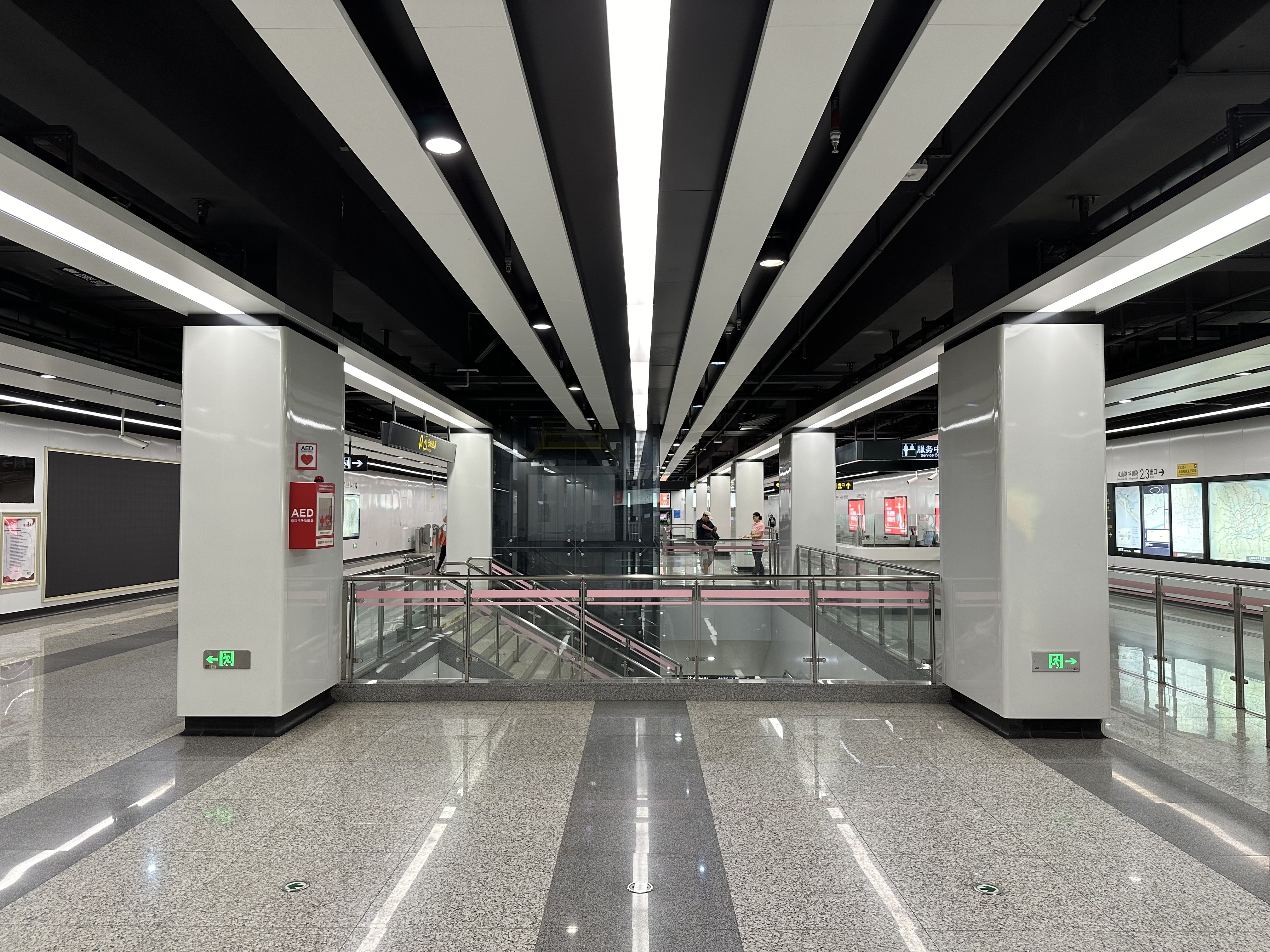
站厅

### 楼层分布
| 地面层   | 出入口             | 1-4出入口                        |  |  |
| 地下一层 | 站厅               | 票务服务、自动售票机、人工服务台 |  |  |
| 地下二层 | ①站台              | █ 13号线 往金运路（东明路）      |  |  |
|          | 岛式站台，左侧开门 |                                  |  |  |
|          | ②站台              | █ 13号线 往张江路（下南路）      |  |  |

## 车站出口
华鹏路站共设4个出入口，各出入口如下所示：
| 出口编号            | 出口指示       | 照片 |
| ------------------- | -------------- | ---- |
| 1 · 出口            | 成山路，华春路 |      |
| 2 · 出口            | 成山路，华鹏路 |      |
| 3 · 出口            | 成山路，华鹏路 |      |
| 4 · 出口 · （设有） | 成山路，华春路 |      |
| 图例： 设有         |                |      |

## 周边公交
734路、638路、1083路、607路、南川线。